# Белорусско-сьерра-леонские отношения
Белорусско-сьерра-леонские отношения были официально установлены 27 сентября 2003 года.

## Дипломатия
Дипломатических представительств друг друга страны не имеют. Посол Сьерра-Леоне в России аккредитован по совместительству в Беларуси.

## Торговые связи
По итогу 2007 года Республика Сьерра-Леоне оказалась в числе африканских государств, с которыми у Беларуси резко возрос товарооборот. 
| 2011            | 2012              | 2013               | 2014              | 2015               | 2016                 |
| --------------- | ----------------- | ------------------ | ----------------- | ------------------ | -------------------- |
| 0,2 (0,1 / 0,1) | ▲0,5 (0,1 / ▲0,4) | ▼0,2 (▼0,0 / ▼0,2) | ▲0,7 (▲0,5 / 0,2) | ▲1,4 (▲1,1 / ▲0,3) | ▲18,3 (▲1,9 / ▲16,4) |

За период 2011—2016 годов Фритаун по объёму товарооборота, согласно данным белорусского издания «Экономическая Газета», оказался в числе 24 основных партнёров Минска в Африке. Двухсторонняя торговля в приведённый промежуток увеличилась в несколько раз. Значительный скачок произошёл в 2015—2016 годах, особенно со стороны Сьерра-Леоне. Резко увеличились поставки томатов, капусты, салата, корнеплодов.
Согласно Агентству внешнеэкономической деятельности, на 2020 год основой белорусских поставок стали минеральные и калийные удобрения, яйца, приборы и аппаратура для измерения и контроля характеристик жидкостей и газов, радиолокационная и радионавигационная аппаратура. В свою очередь Сьерра-Леоне поставляла медные отходы, медицинские приборы и устройства, воздушные и вакуумные насосы, компрессоры, вентиляторы, кофе, электрические трансформаторы.

## Гражданская война
В 1995 либо 1997 году на фоне гражданской войны в Сьерра-Леоне белорусской стороной при посредничестве Великобритании были проданы правительственной армии для борьбы с мятежниками два вертолёта Ми-24Б. Обе машины отправлены вместе с белорусским экипажем.
Помимо этого, белорусская компания «Трансавиаэкспорт» и российская «Авиатехносервис» выступали посредниками в наборе наёмных специалистов из бывшего СССР для вертолётной эскадрильи под командованием Карла Альбертса из южноафриканской ЧВК «Executive Outcomes», которая оказывала поддержку правительственным силам в конфликте.
Среди белорусов в подразделение служили Василий Кульков, Иван Мартынович и Владимир Чепель. Бойцы попали в зону боевых действий в 1995 году. Вертолётчики возили президента Сьерра-Леоне и различные грузы. По несколько раз приезжали домой в отпуск. 25 мая 1997 года в стране произошёл военный переворот. Президент Ахмад Теджан Кабба был свергнут, после чего все четверо были задержаны союзниками павшего режима. Причём задержание произошло на территории соседней Либерии. Мартынович и Кульков содержались в Нигерии. Чепеля, который был женат на жительнице Сьерра-Леоне, удерживали в местной тюрьме. Летом 1998 года, благодаря усилиям дипломатов, группу удалось освободить.